# Lisowice (Pawonków)
Lisowice (deutsch: Lissowitz) ist ein Dorf in der Landgemeinde Pawonków im Powiat Lubliniecki der Woiwodschaft Schlesien in Polen. 

## Geschichte
„Lyssowitz theutonico“ wurde um 1305 im Breslauer Zehntregister Liber fundationis episcopatus Vratislaviensis zusammen mit „Lyssovitz polonico“ erstmals urkundlich erwähnt: Item in Lyssowitz theutonico sunt XI mansi solventes fertones (...) Item in Lyssovitz polonico decima de omni grano, valet quattuor urnas mellis. Der patronymische (Suffix -(ow)ice) Ortsname war vom Personennamen Lis (für Fuchs) abgeleitet, zunächst mit der Unterscheidung zwischen polonicus (polnisch) und theutonicus (deutsch).
Politisch gehörte das Dorf zum Herzogtum Oppeln. Nach dem Ersten Schlesischen Krieg 1742 fiel es an Preußen.
In der Volksabstimmung in Oberschlesien über die künftige Zugehörigkeit Oberschlesiens vom Jahre 1921, votierten 240 von 313 Wählern für Polen und 73 Stimmen für Deutschland.
Seit der polnischen Annexion Ost-Oberschlesiens 1922 gehört Lisowice zu Polen. Unterbrochen wurde dies nur durch die Deutsche Besetzung Polens 1939–1945 durch die Wehrmacht im Zweiten Weltkrieg. 
Von 1973 bis 1975 gehörte Piasek zur Woiwodschaft Katowice und danach bis 1998 zur Woiwodschaft Częstochowa.

## Paläontologische Entdeckungen
2006–2007 wurden die ersten Fossilien von der späten Trias bei der örtlichen Ziegelei gefunden. Die wichtigsten Entdeckungen sind Smok wawelski, ein Archosaurier aus der späten Obertrias (um 208 mya), sowie Lisowicia, der größte bekannte Dicynodontier.

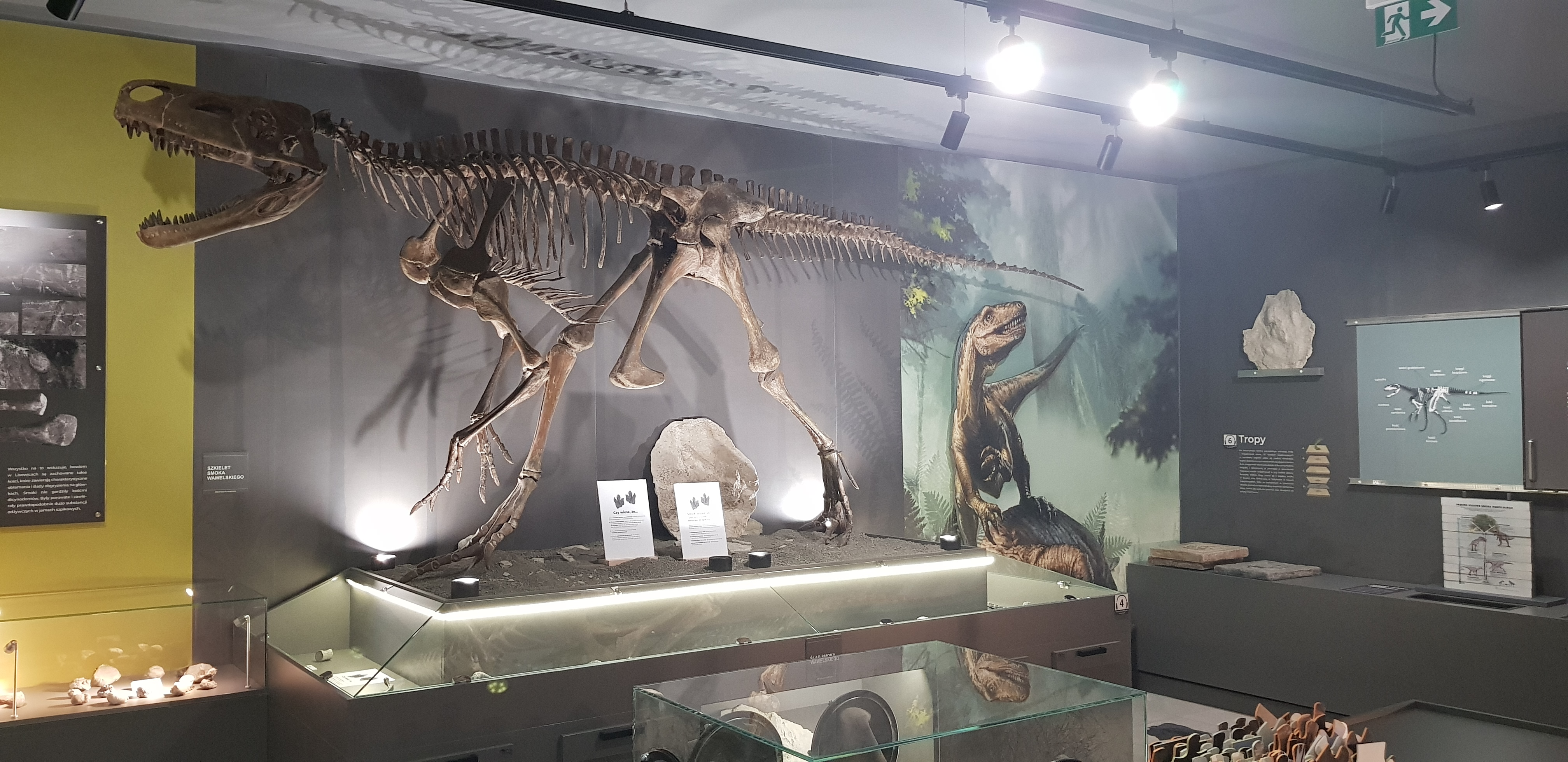
Smok wawelski im Museum Lisowice
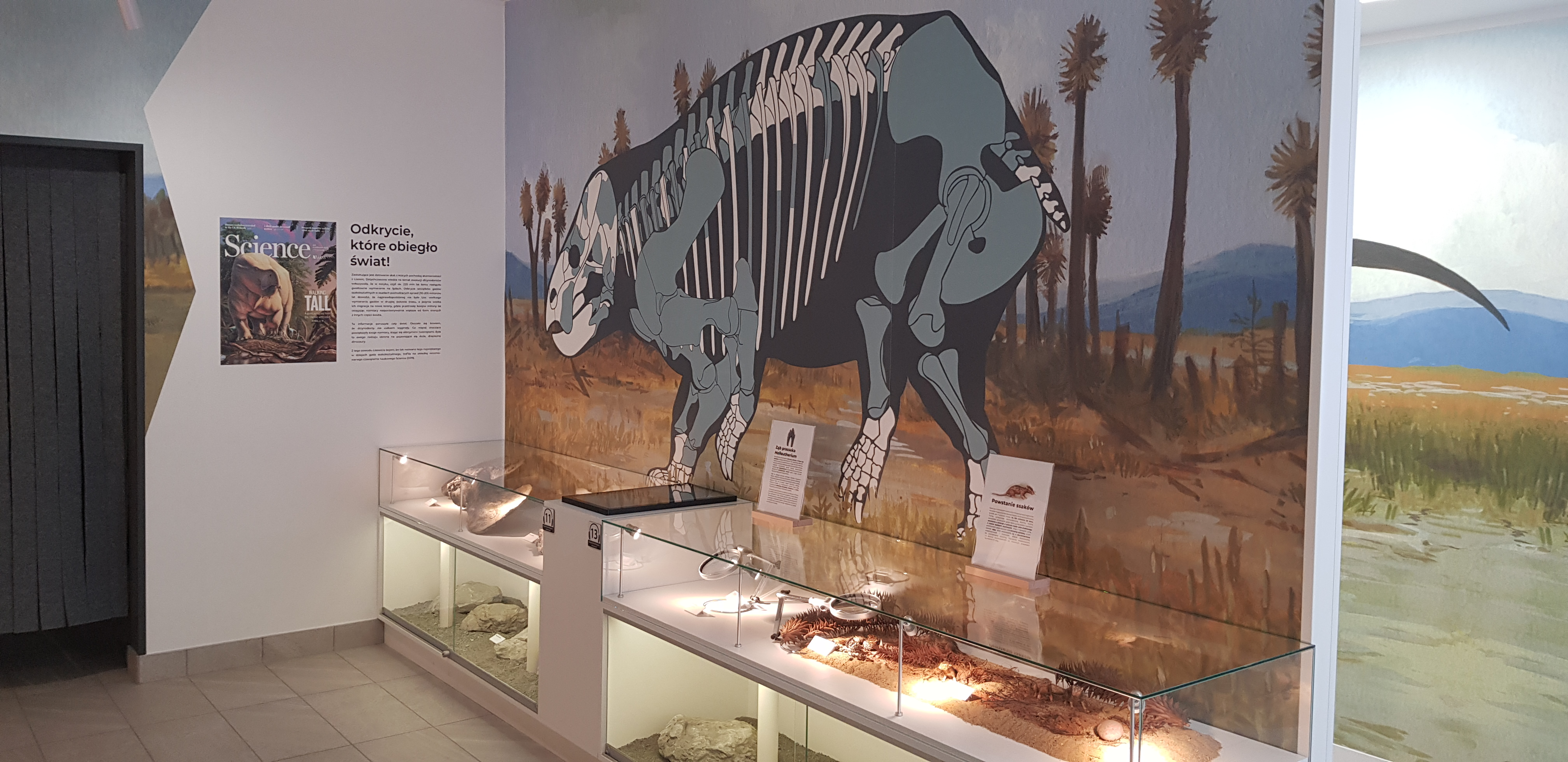
Lisowicia bojani im Museum Lisowice
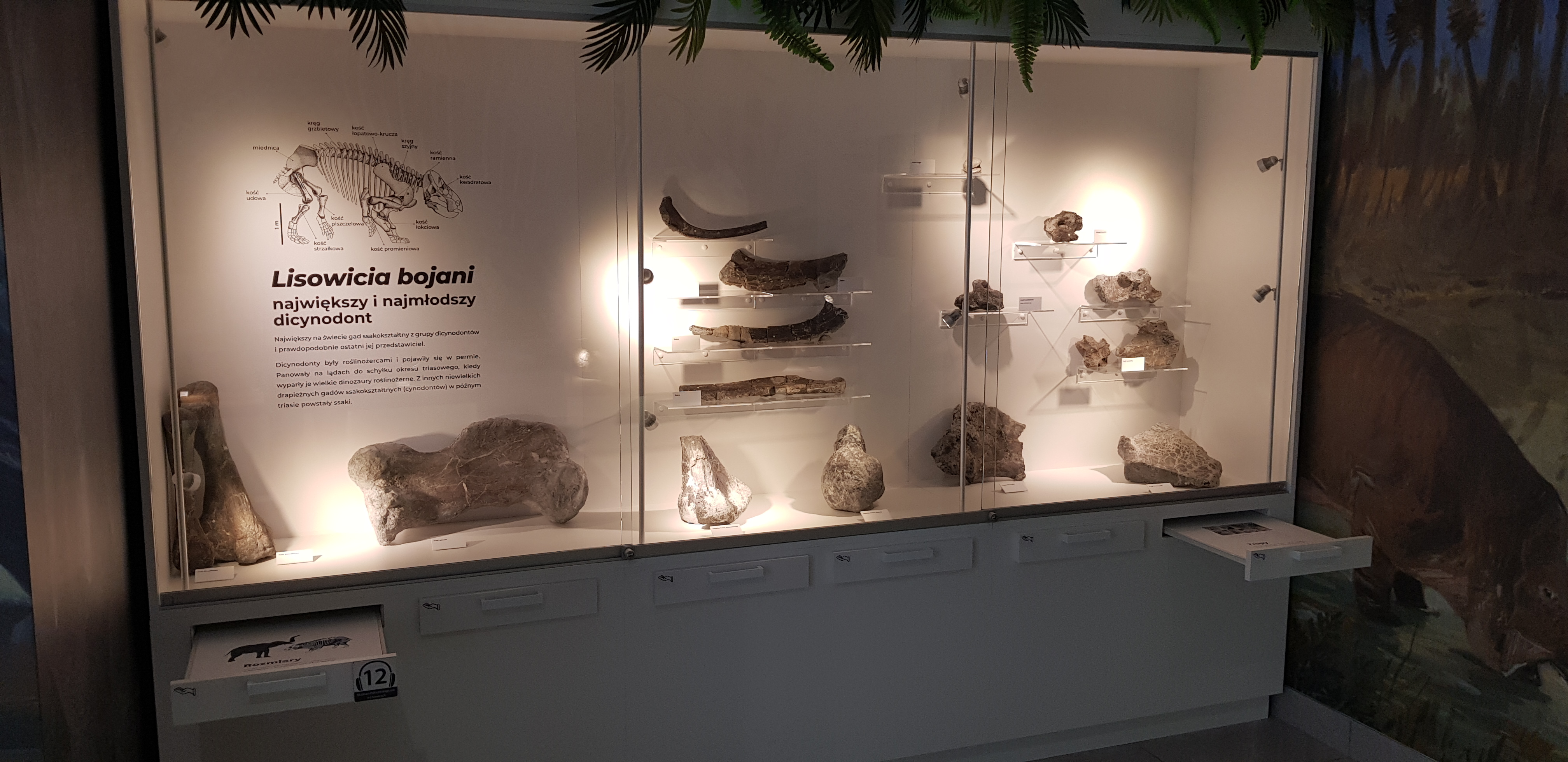
Lisowicia bojani im  Museum Lisowice